# Berghain
Berghain és un club nocturn berlinès situat entre els barris de Kreuzberg i Friedrichshain, a prop de l'estació de e l'estació Berlin Ostbahnhof. L'origen del seu nom és una barreja del nom dels dos barris.
Del 1998 fins al 2003, va ser la discoteca Ostgut, famosa per les festes fetish. El 2007, un periodista dels Estats Units va descriure Berghain com «ara mateix, probablement [és] la capital mundial del techno, com E-Werk o Tresor ho van ser en les seves èpoques glorioses».